# Емілія Антверпіана Оранська
Емілія Антверпіана Оранська (нід. Emilia Antwerpiana van Oranje), також Емілія Секунда Антверпіана Орансько-Нассауська (нід. Emilia Secunda Antwerpiana van Oranje-Nassau, нім. Emilia Secunda Antwerpiana von Oranien-Nassau), також відома як Амелі (нід. Amelie), 5 грудня 1581 — 28 вересня 1657) — принцеса Оранська, графиня Нассауська, донька штатгальтера Нідерландів Вільгельма I Мовчазного та французької принцеси Шарлотти де Бурбон-Монпансьє, дружина герцога Пфальц-Ландсбергу Фрідріха Казимира.

## Біографія

### Ранні роки
Народилась 5 грудня 1581 року в Антверпені. Була шостою дитиною та шостою донькою в родині штатгальтера Голландії, Зеландії та Утрехту Вільгельма I Мовчазного та його третьої дружини Шарлотти де Бурбон-Монпансьє. Ім'я «Антверпіана» була посиланням на місто, який був як місцем народження, так і хрещеним батьком дівчинки. Мала рідних старших сестер Луїзу Юліану, Єлизавету, Катерину Бельгіку, Шарлотту Фландріну та Шарлотту Брабантіну, а також п'ятьох старших єдинокровних сиблінгів від попередніх союзів Вільгельма І. Батьки використовувала імена доньок, щоб зміцнити свої відносини з південними провінціями. Свідками хрещення принцес були депутати тих місць і районів, на честь яких були названі дівчатка. Принцесам було також призначено ренту з різних штатів у розмірі від двох до трьох тисяч фунтів.

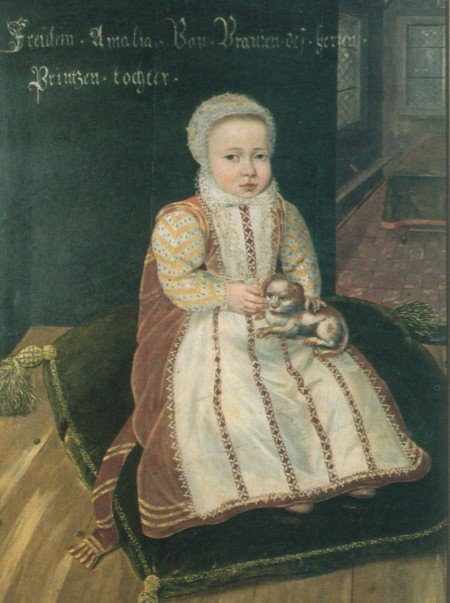
Портрет Емілії Антвепіани пензля невідомого майстра

Сімейне життя батьків було щасливим, однак матір померла, коли Емілії Антверпіані було лише п'ять місяців. Про дітей певний час турбувалася їхня єдинокровна сестра Марія. За рік батько одружився вчетверте із  Луїзою де Коліньї, яка народила йому сина Фредеріка Гендріка. Мачуху змальовували як красиву, розумну, набожну та миролюбну жінку, яка добре ставилася до дітей. У липні 1584 року Вільгельм Оранський загинув у результаті чергового замаху.
Емілія Антверпіана та троє її сестер потрапили під опіку мачухи. Катерина Бельгіка була відправлена до родичів у Німеччину, а Фландріна після смерті матері виховувалася у Франції. Перший час сімейство залишалось у Дворі Принца в Делфті. У 1585 році переїхали до Будинку Принца (нід. Prinsenhuis) у Вліссінгені, який в той час належав Англії. Велика будівля із прилеглим до неї садом займала значну територію. У 1587 році родина пребралася до колишнього абатства Богоматері у Мідделбурзі, де й залишалася до 1591 року, мешкаючи в гостьовому домі. У серпні 1591 року переїхали до Гааги. Протягом всього часу фінансове становище сім'ї було скрутним, і Луїзі де Коліньї доводилося неодноразово звертатися за підтримкою до Генеральних Штатів. Щорічна грошова допомога не виплачувалася до 1592 року. Зрештою, щорічні виплати у розмірі п'ятнадцяти тисяч гульденів, з яких п'ять тисяч призначалися для принцес, були призначені за умови проживання родини в Гаазі.
Слава єдинокровного брата принцеси, Моріца, який став штатгальтером кількох провінції та головнокомандувачем збройних сил Республіки, збільшила престиж його сестер як наречених. Влітку 1593 року найстарша, Луїза Юліана, вийшла заміж за курфюрста Пфальцу. Разом із нею до Гайдельбергу виїхала й 11-річна Емілія Антверпіана.
Знайти чоловіка для неї було непросто: дівчина не вважалась красунею, а також не мала посагу. Сини Вільгельма Оранського провели розподіл батьківських земель, через який донькам Шарлотти Монпасьє залишилась лише погана нерухомість в Бургундії. Сестри мали задовільнитись виключно рентою від Генеральних Штатів.

### Шлюбне життя

Портрет Емілії Антверпіани пензля невідомого майстра, 1624, замок Гріпсгольм

У 34 роки Емілія Антверпіана взяла шлюб із 31-річним герцогом Пфальц-Ландбергу Фрідріхом Казимиром. Наречений доводився молодшим братом герцогу Пфальц-Цвайбрюкенському Йоганну II, одруженому із небогою Емілії Антверпіани, Луїзою Юліаною. Його герцогство знаходилося навколо пфальцого замку Ландсберг поблизу Обермошеля. Весілля пройшло 24 червня або 4 липня 1616 року у Цвайбрюкені. Оселилося подружжя у Ландсбергу. Мали трьох синів. У 1621 році сім'я була змушена залишити Ландсберг через Тридцятилітню війну. Найменшого сина герцогиня народила у Страсбурзі, де вони знайшли притулок. 
Матеріальне становище Емілії Антверпіани залишалося скрутним. Сестра Єлизавета писала про ситуацію в якій опинилася герцогиня : «Уявіть, у неї майже немає доходу і, крім того, вона знаходиться в місті, яке їй не допомагає. Амелі каже, що не знає, що робити, і що потрібно покладатися на Промисел Божий. Вона написала нашому (зведеному) брату принцу Моріцу і благала його віддати належні їй гроші, але не отримала відповіді. Ми не отримували спадщини вже три роки». Так, у 1622 році Емілія Антверпіана просила про фінансову підтримку Моріца, а після його смерті, протягом наступних десятилітть, кілька разів просила грошей у меншого брата Фредеріка Гендріка. Місто Антверпен, яке обіцяло при народженні виплачувати їй щорічну ренту в розмірі двох тисяч гульденів, виявило недбалість в обіцянці. 
Близько 1625 року герцогське сімейство оселилося у бургундському замку Монфор, збудованому у ХІІІ столітті на скелястому плато. Подружжя провело серйозні відновлювальні роботи, зокрема, у всіх будівлях на східній стороні, включаючи вежу, відкривши або збільшивши вікна і додавши трохи комфорту до старого середньовічного замку. Також ініціюювали тривалі судові позови щодо відновлення прав сеньйорів. Пару представляв блискучий юрист свого часу Шарль Февре.
У 1627 році сестри Оранські уклали між собою угоду щодо бургундської нерухомості, згідно якої Емілія Антверпіана викупляла її. У 1629 році Фредерік Хендрік і сестри домовилися передати питання про спадщину кільком арбітрам з Великої ради та Голландського суду. 25 грудня 1632 року герцогиня уклала також договір із Фредеріком Гендріком, заявивши, що буде задоволена відсотками у розмірі 6000 гульденів, обіцяними їй в 1609 році. Однак листи жінки до Костянтина Гюйгенса, секретаря Фредеріка Хендріка, свідчать, що потік грошей постійно переривався. Наприклад, 17 жовтня 1635 року вона написала Гюйгенсу, що чекала три тисячі ліврів шість місяців, і попросила його поговорити про це з Фредеріком Гендріком. Гроші призначалися для виплати боргів її сина.

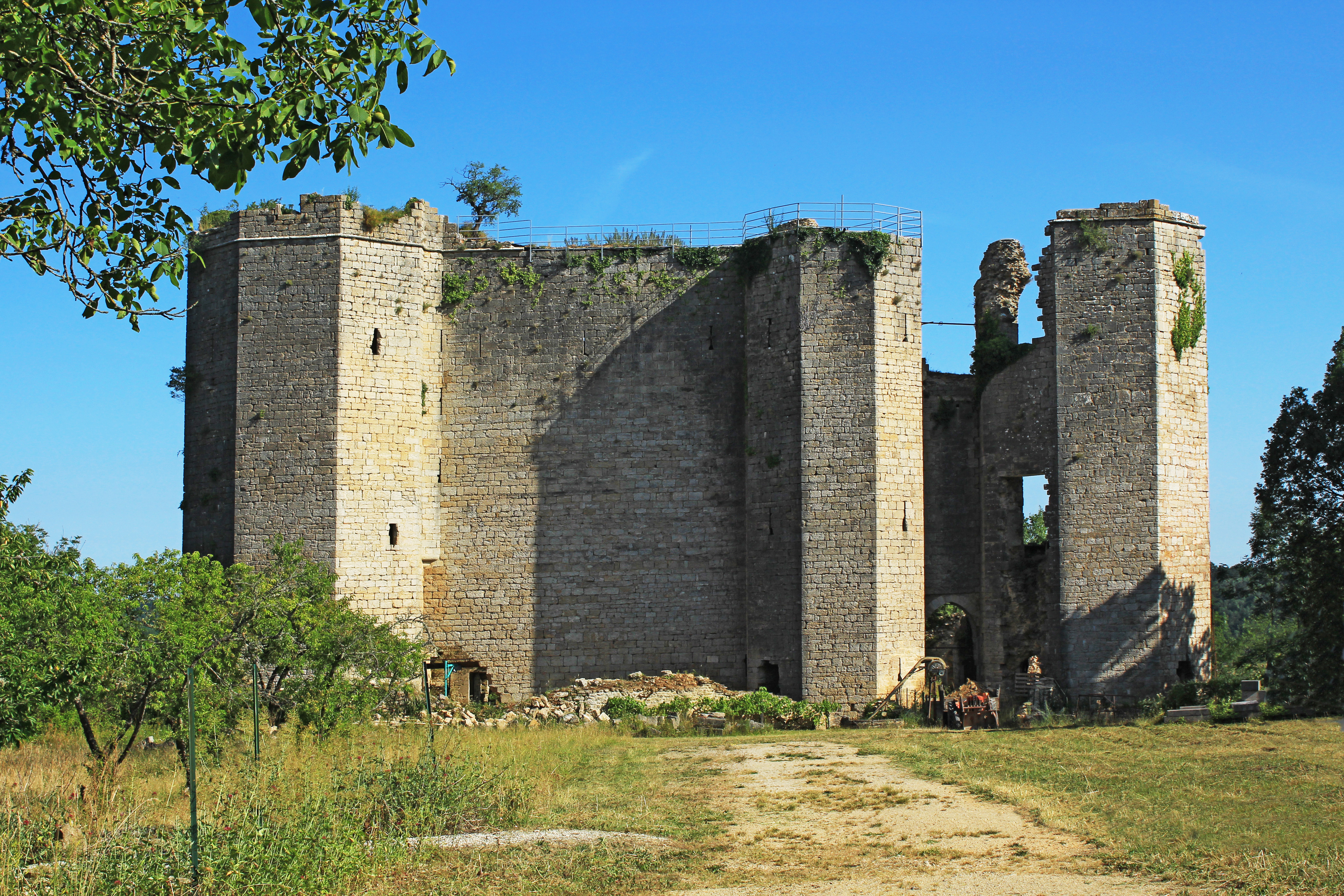
Руїни Монфорського замку

Лише 8 травня 1638 року чотири сестри та спадкоємиці покійної Шарлотти Брабантіни досягли остаточної угоди з Фредеріком Гендріком. За винятком Емілії Антверпіани, кожна з них отримала по вісім тисяч ріксдаальдерів, і принц пообіцяв чинити тиск на Генеральні штати щодо виплати річного відсотка у розмірі шести тисяч гульденів, як було узгоджено у 1609 році. Бургундська нерухомість остаточно перейшла до Емілії Антверпіани, і Фредерік Гендрік гарантував що він більше не буде відстоювати свої права та передасть їй всі документи, що стосуються майна. Проте, фінансові проблеми, схоже, після цього не пройшли, про що свідчать листи герцогині 1648 року до Костянтина Гюйгенса.
Фрідріх Казимир помер у Монфорі 30 вересня 1645 року. Його прах зберігався там до кінця Тридцятилітньої війни і у 1648 році був перенесений до княжої усипальні в Цвайбрюкені. Герцогиня із сином після цього переїхали до замку Ландсберг. Адміністрація й інфраструктура Пфальц-Ландсбергу перебували в занедбаному стані. Фрідріх Людвіг за можливості сприяв стабілізації ситуації в країні за допомогою заходів по відновленню, регіональних реорганізацій і розвитку торгівлі.
Емілія Антверпіана мала добрі відносини з сестрами і померла останньою з них. Її не стало у Ландсберзі 28 вересня 1657 у віці 76 років. Була похована у крипті замкової церкви Майзенгайму.

## Родина
Чоловік —  Фрідріх Казимир, герцог Пфальц-Лансберзький
Діти:
- Фрідріх (14—15 серпня 1617) — прожив 1 день;
- Фрідріх Людвіг (1619—1681) — герцог Пфальц-Лансбергу у 1645—1681 роках, був двічі одруженим, мав численних нащадків;
- Карл Генріх (1622—1623) — прожив 11 місяців.